# Chromobacterium violaceum
Espèce
Synonymes
- Chromobacterium manilae
(Krasil'nikov) Leifson 1956
- Chromobacterium laurentium
(Migula) Leifson 1956
- Chromobacterium janthinum
(Zopf) Ford 1927

Chromobacterium violaceum est un coccobacille anaérobie facultatif non sporulé à Gram négatif présent naturellement dans l'eau et le sol des régions tropicales et subtropicales du globe. Il produit un antibiotique naturel appelé violacéine, qui pourrait avoir des applications contre des cancers, notamment le cancer du côlon.
Cette bactérie se développe facilement sur l'agar-agar en produisant de petites colonies lisses et convexes aux reflets violets sombres en raison de la production de violacéine. Son génome complet a été publié en 2003. Elle est capable de dégrader les dépôts de goudron.
Elle peut fermenter le glucose, le tréhalose, la N-acétylglucosamine et le gluconate, mais pas le L-arabinose, le D-galactose et le D-maltose. Elle présente une résistance élevée à de nombreux antibiotiques.

## "Quorum sensing"
C. violaceum possède la capacité de détecter ("sensing") certaines conditions environnementales comme la disponibilité des nutriments et la densité de la communauté bactérienne ("quorum") au moyen de molécules diffusibles appelées auto-inducteurs. Le quorum sensing est un élément fondamental dans la production de violacéine, puisque la synthèse de ce pigment est une adaptation dynamique déclenchée par l’acyl-HSL, un auto-inducteur produit surtout par des bactéries Gram-négatifs (par exemple la souche PAO1 de Pseudomonas aeruginosa).
L’étude du quorum sensing est très importante dans le domaine médical et pathologique, puisque ce mécanisme est souvent utilisé par des bactéries initialement inoffensives qui attendent seulement de détecter une densité suffisamment élevée de leur communauté pour commencer à exprimer des phénotypes virulents, en étant capable de combattre le système immunitaire de l'hôte.